# Касий Дион (консул 291 г.)
Касий Дион (на латински: Cassius Dio) е политик и сенатор на Римската империя към края на 3 век.

## Биография
Касий Дион е вероятно внук или правнук на историка Дион Касий, чиято фамилия произлиза от Никея в провинция Витиния в Мала Азия.
През 291 г. той е консул заедно с Гай Юний Тибериан. След това от 1 юли 294 г. до 1 юли 295 г. е проконсул на провинция Африка.
От 18 февруари 296 г. – 297 г. той е praefectus urbi (градски префект на Рим).